# Resolució 1255 del Consell de Seguretat de les Nacions Unides
La Resolució 1255 del Consell de Seguretat de les Nacions Unides fou adoptada per unanimitat el 30 de juliol de 1999.
Després de reafirmar totes les resolucions sobre Geòrgia, especialment la Resolució 1225 (1999), el Consell va prorrogar el mandat de la Missió d'Observació de les Nacions Unides a Geòrgia (UNOMIG) fins al 31 de gener de 2000.
El Consell de Seguretat va subratllar la inacceptabilitat de la manca de progrés en els assumptes relacionats amb el conflicte d'Abkhàzia i la situació a la zona del conflicte es va mantenir fràgil. També era important que ambdues parts respectessin els drets humans com a part d'un acord polític general.
La resolució exigia que ambdues parts aprofundissin el seu compromís amb el procés de pau, mantinguessin un diàleg d'alt nivell i observessin estrictament l'Acord d'Alto el Foc i Separació de Forces de 1994. Va subratllar la importància d'un ràpid establiment de l'estatus polític d'Abkhàzia a Geòrgia. El Consell també va considerar que les eleccions celebrades a Abkhàzia eren il·legítimes i inacceptables.
Mentrestant, hi havia preocupació per la situació respecte als refugiats i als canvis demogràfics derivats del conflicte, ja que el retorn dels refugiats era necessari com a primer pas. Els dies 16 a 18 d'octubre de 1998 i del 7 al 9 de juny de 1999 es van celebrar acords destinats a millorar la seguretat i fomentar la confiança a la regió, que va ser ben rebuda pel Consell de Seguretat. Van ser condemnades les activitats dels grups armats a la regió de Gali. Finalment, es va demanar al secretari general Kofi Annan que informés en un termini de tres mesos sobre l'aplicació de la resolució actual, en què es realitzaria una revisió del mandat de la UNOMIG.